# Мацубара

Мацуба́ра (яп. 松原市, まつばらし, МФА: [mat͡subaɾa ɕi̥]?) — місто в Японії, в префектурі Осака.     Отримало статус міста 1955 року. Площа становить 16,66 км². Станом на 1 липня 2012 року населення складало 123 115  осіб, густота населення — 7390 осіб/км².     

## Демографія
Згідно з переписом населення Японії, населення Мацубара збільшувалось до 80-х років, після чого почало потроху зменшуватись. Станом на 1 жовтня 2020 року населення становить 117 641 осіб, густота населення — 7 061 осіб/км².

## Історія
Мацубара отримала статус міста 1 лютого 1955 року.